# Atelier Apollo
Atelier Apollo – fińska wytwórnia filmowa i firma dystrybucyjna. Założona w 1904 r. przez Karla Emila Ståhlberga. Była to pierwsza tego typu firma w Finlandii. Do niej należało też pierwsze stałe fińskie kino – Maailman Ympäri (pl. "Dookoła świata").
Siedziba mieściła się w Helsinkach.
Intencją jej założenia było według Ståhlberga promowanie piękna Finlandii wśród Finów i osób z zagranicy. Jej operatorzy – Frans Engström i I. K. Inha – podróżowali po kraju, filmując urokliwe krajobrazy – rzeki, wodospady, lasy, łąki itp.
W trzy lata po swoim powstaniu Atelier Apollo rozpisało konkurs na scenariusz pierwszego filmu fabularnego. Zwyciężył scenariusz pt. Salaviinanpolttajat, jego autor do dzisiaj nie został ustalony. W 1907 r. na podstawie scenariusza nakręcono film w reżyserii Louisa Sparre'a i Teuvo Puro. Był to pierwszy w historii fiński film fabularny. W tym samym roku Atelier Apollo postawiło pierwsze fińskie laboratorium filmowe.
Do 1913 r. Atelier Apollo wyprodukowało ponad 100 filmów krótkometrażowych, co stanowiło połowę filmów wyprodukowanych w tym kraju. Słynęło z wysokiej jakości. Oprócz wspomnianych wyżej Engströma i Inha, współpracowali z nim także Hjalmar Hårdh i Oscar Lindelöf.